# Виляно Биелезе
Виля̀но Биелѐзе (на италиански: Vigliano Biellese; на пиемонтски: Vijan 'd Biela, Виян ъд Биела) е градче и община в Северна Италия, провинция Биела, регион Пиемонт. Разположено е на 312 m надморска височина. Населението на общината е 8160 души (към 2010 г.).